# The Zone: Live at the Yardbird Suite
The Zone: Live at the Yardbird Suite  ist ein Jazzalbum des Hal Galper Trio mit Jeff Johnson (Bass) und John Bishop (Schlagzeug). Die Aufnahmen entstanden am 26. November 2016 im Jazzclub Yardbird Suite in Edmonton, Alberta. Sie erschienen am 5. November 2019 bei Origin Records.

## Hintergrund
Das Livealbum enthält eine Interpretation der Komposition „Israel“ von John Carisi, die nach Ansicht von Mike Joyce zum Teil von der Spielweise des Pianisten Bill Evans inspiriert wurde, und eine kurze Coverversion des Vintage-R&B-Hits „Goodnite, Sweetheart, Goodnite“ der Spaniels von 1954 als Schlussnummer. Halper spielte außerdem eine eigene Originalkomposition, „Scufflin’“.

## Titelliste
- Hal Galper Trio – The Zone: Live at the Yardbird Suite (Origin Records – ORIGIN 82793)[2]

1. Israel (John Carisi) 8:46
2. Kiwi (Jeff Johnson) 8:32
3. Cubist (Jeff Johnson) 7:16
4. Artist (Jeff Johnson) 11:10
5. Scene West (Jeff Johnson) 14:14
6. Scufflin’ (Hal Galper) 7:23
7. Goodnite, Sweetheart, Goodnite (Calvin Carter / James Hudson) 1:25

## Rezeption
Das Album erhielt durchweg positive Rezensionen; Chris Spector schrieb im Midwest Record, Galper sei immer noch ein zukunftsorientierter Pianist und einer der ganz Großen, die den jungen Leuten beibringen können, wie man großartigen Jazz macht.
Nach Ansicht von Dan McClenaghan, der das Album in All About Jazz rezensierte und mit 4½ (von 5) Sternen bewertete, stellen Galpers Aufnahmen für Origin Records seit Furious Rubato (2007) dessen Suche nach der Perfektion des elastischen Tempo-Ansatzes dar, der als Rubato-Stil bezeichnet wird. Und man könne glaubhaft sagen, dass Perfektion erreicht wurde. The Zone: Live at the Yardbird Suite fange Galper in den vielleicht faszinierendsten Phase seines Schaffens für Origin ein. Das Album stehe in einer Reihe von acht Alben über einen Zeitraum von zwölf Jahren, die – als Ganzes betrachtet – eine großartige und innovative Leistung darstellen, die die Karriere des [1938 geborenen] Pianisten abrunde.
Mike Joyce meinte in JazzTimes, es komme nicht oft vor, dass erfahrene Jazzmusiker erst im Nachhinein eine ihrer eigenen Aufnahmen als wirklich aufschlussreich empfinden; das vorliegende Album sei jedoch ein eindrucksvolles Beispiel. Wie sich Hal Galper in seinen Liner Notes erinnert, hatte er nicht die Absicht, diese Live-Trio-Session von 2016 zu veröffentlichen, bis er ein Playback hörte und sich fragte: „Who is this pianist?“ Es sei schwer vorstellbar, dass Galper-Anhänger oder allgemein Jazz-Klaviertrio-Fans die Entscheidung, das Album zu veröffentlichen, beanstanden. Galper war vielleicht überrascht von dem, was er später in diesen sieben Stücken entdeckte, aber die Freude, die er aus dem Konzert im Moment zog, sei durchweg unverkennbar und verständlich.